# Giulia Enders
Giulia Enders (Mannheim, 1990) è un medico, biologa e scrittrice tedesca.

## Biografia
Giulia Enders, laureata in medicina, ha conseguito il dottorato di ricerca in biologia medica all'istituto di microbiologia dell'Università Goethe di Francoforte ed è gastroenterologa. Nel 2012 ha vinto lo Science Slam di Friburgo con una conferenza sull'intestino, facendosi notare da un agente letterario che l'ha convinta a scrivere L'intestino felice.
Enders è stata ospite all'edizione 2015 del Salone del libro di Torino, durante il quale ha presentato il suo libro con l'editore Sonzogno insieme alla blogger Selvaggia Lucarelli.

## L'intestino felice
L'intestino felice (titolo originale in tedesco: Darm mit Charme) è stato il bestseller del 2014 in Germania con più di 1 milione di copie vendute. È stato pubblicato in Italia da Sonzogno, ed è uscito in libreria nell'aprile del 2015. Pubblicato nel marzo 2014, dopo appena una settimana è balzato al primo posto delle classifiche tedesche e ci è saldamente rimasto. È stato in assoluto il più venduto in Germania ed è in uscita in altri 30 paesi.
Il libro, come recita il sottotitolo, è un saggio sui "segreti dell'organo meno conosciuto del nostro corpo" con consigli su come mantenere in forma l'intestino. Nei primi consigli la Enders afferma che per evitare stitichezza, emorroidi e diverticolite, il modo migliore sia mettersi nella posizione accovacciata che si usa nelle toilette alla turca (squatting), oppure sulla tazza ma con i piedi appoggiati su uno sgabello. Questo perché il meccanismo di chiusura dell'intestino non si apre completamente quando si sta seduti, mentre lo squat mette meno pressione sulla parte terminale dell'intestino.